# Kyle Brandt
Kyle Brandt (Hinsdale (Illinois), 24 januari 1979) is een Amerikaanse acteur.
In 2002 verscheen hij in de reality-serie The Real World:Chicago en in 2003 ging hij bij de cast van Days of our Lives als Philip Kiriakis; hij is de derde acteur die gestalte geeft aan de volwassen versie van dit personage en bleef bij de serie tot oktober 2006.